# Théophile Ahoyo
Théophile Ahoyo (* 3. Oktober 1931, Kolonie Dahomey; † 14. Februar 2013 in Orléans, Frankreich) war ein beninischer Diplomat. Für die Republik Dahomey wirkte er als Botschafter in Kinshasa, später war er auch Generaldirektor im Außenministerium.
Er war der ältere Bruder des Hochschullehrers und späteren Ministers Jean Roger Ahoyo. Sein Urgroßvater war Behanzin, Dahomeys letzter unabhängiger König.